# Montipora tortuosa
Espèce
Montipora tortuosa est une espèce de coraux appartenant à la famille des Acroporidae.